# Tatjana Schoeler
Tatjana Schoeler geb. Günther (* 31. März 1988 in Erbach (Odenwald)) ist eine deutsche Schauspielerin, Charisma Coach, Autorin und Podcasterin.

## Leben
Schoeler studierte von 2008 bis 2011 an der Universität Hildesheim. Im Jahr 2012 hatte sie ihre erste Nebenrolle in Unter Verdacht: Das Blut der Erde. Danach folgten weitere Rollen u. a. im ZDF-Film Ein vorbildliches Ehepaar in der Serie Frühlingsgefühle als Praktikantin Britta. Im Jahre 2014 spielte sie im Kinofilm Sweet Heart Nico die Hauptrolle. Durch das Podcast Projekt Therese Giehse und Wir etablierte sie sich als Podcasterin und ist die Gründerin von BE YOU-Der Charisma Podcast. Schoeler setzt sich für Gleichstellung und Inklusion ein. Sie lebt in Rosenheim.

## Filmografie
- 2011: Ein vorbildliches Ehepaar
- 2012: Unter Verdacht: Das Blut der Erde
- 2012: Frühlingsgefühle – Die Dorfhelferin
- 2012: Sweetheart
- 2013: Die Rosenheim-Cops
- 2013: Sympathisch
- 2014: Nacht in Berlin
- 2014: Sweet Heart Nico
- 2021: Hubert ohne Staller
- 2022: Liebherr – Bestellung aus dem hohen Norden
- 2023: Aktenzeichen xy

## Theaterengagements
| Jahr      | Stück                                | Theater                 |
| --------- | ------------------------------------ | ----------------------- |
| 2019      | Ich werfe meinen Körper in den Kampf | Kuck und Lausch Theater |
| 2014      | Pferde und Geister Teil 3            | Theater Werk München    |
| 2013–2016 | Bühne frei                           | E Werk Stüberl          |
| 2012      | Pferde und Geister                   | Darkbox München         |
| 2012      | Gespräche mit Astronauten            | Theater Halle 7         |
| 2011      | Teheran 1986                         | Studiobühne Hildesheim  |

## Auszeichnungen
- 2010 wurde Schoeler zum Publikumsstar[12] bei dem Gesangswettbewerb Sachsen Show Star gewählt.
- 2014 Nominierung für Sweat Heart Nico beim internationalen Videofilmfestival Città di Imperia[13]